# 330er v. Chr.
Portal Geschichte | Portal Biografien | Aktuelle Ereignisse | Jahreskalender | Tagesartikel

◄ |
1. Jahrtausend v. Chr. |

◄ |
5. Jh. v. Chr. |
4. Jahrhundert v. Chr. |
3. Jh. v. Chr. |
►

◄ | 360er v. Chr. | 350er v. Chr. | 340er v. Chr. | 330er v. Chr. |
320er v. Chr. |
310er v. Chr. |
300er v. Chr. |
►

339 v. Chr. |
338 v. Chr. |
337 v. Chr. |
336 v. Chr. |
335 v. Chr. |
334 v. Chr. |
333 v. Chr. |
332 v. Chr. |
331 v. Chr. |
330 v. Chr.

## Ereignisse

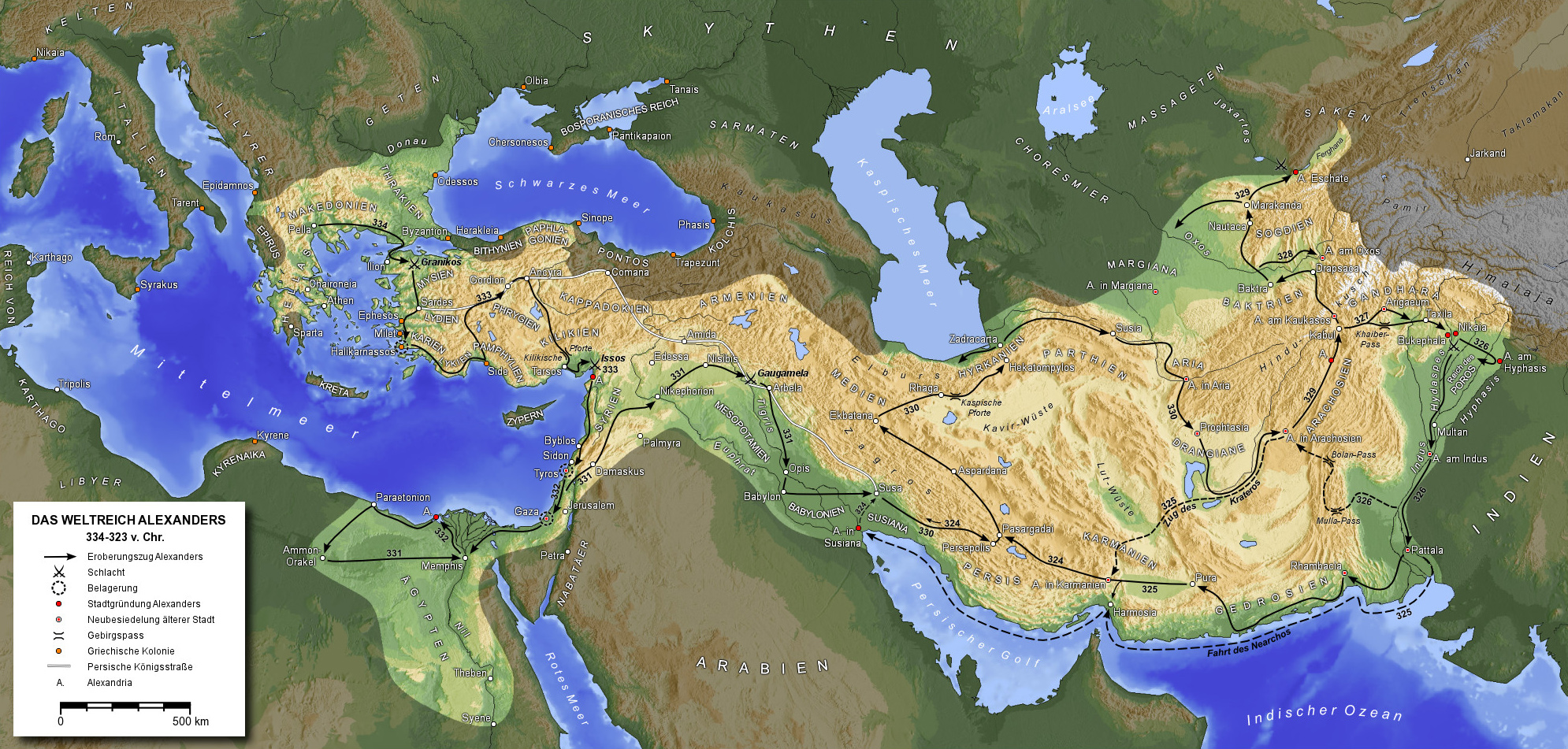
Der Alexanderzug

- 338 v. Chr.: Philipp II., König von Makedonien, besiegt in der Schlacht von Chaironeia mit seinem Heer die Truppen von Athen und Theben.
- 337 v. Chr.: Korinthischer Bund: alle Griechenstädte (außer Sparta) erkennen den makedonischen König Philipp II. als Hegemon an. Der Krieg gegen Persien (Rachefeldzug für die Zerstörung Athens 480 v. Chr.) wird beschlossen.
- 336 v. Chr.: Philipp II., König von Makedonien, wird ermordet.
- 336 v. Chr.: Alexander der Große wird König von Makedonien.
- 335 v. Chr.: Dareios III. wird Großkönig von Persien.
- 335 v. Chr.: Die Thraker werden von Alexander dem Großen unterworfen.
- 334 v. Chr.: Alexander der Große beginnt den Persienfeldzug mit 5000 Reitern und 30.000 Mann Fußvolk und schlägt die Perser in der Schlacht am Granikos.

- 333 v. Chr.: Alexander der Große siegt über den persischen König Darius III in der Schlacht bei Issos (Merksatz: drei-drei-drei- bei Issos Keilerei).
- 331 v. Chr.: Alexander unterwirft „ganz Asien“ (das in der hellenischen Welt bekannte Asien, westlich des Indus) durch seinen Sieg in der Schlacht von Gaugamela. Der persische König Darius III. wird auf der Flucht ermordet.

## Wissenschaft
- 334 v. Chr.: Aristoteles gründet in Athen seine Schule, das Lykeion.